# Alfie Gilchrist
Alfie Gilchrist (Kingston upon Thames, 28 novembre 2003) è un calciatore inglese, difensore del Chelsea.

## Carriera
Doo aver giocato nel settore giovanile del QPR è passato ancora bambino in quello del Chelsea, con cui ha firmato un contratto professionistico nel 2020. Il 26 maggio 2023 ha ricevuto la prima convocazione in prima squadra per l'incontro di Premier League contro il Manchester Utd, e nell'estate successiva ha partecipato al ritiro estivo pre-stagionale.
Il 19 settembre 2023 ha prolungato il contratto fino al 2025 ed il 27 dicembre ha esordito in prima squadra sostituendo Benoît Badiashile nei minuti finali dell'incontro di Premier League vinto 2-1 contro il Crystal Palace.
Nella stagione 2024-2025 ha giocato 30 partite nella seconda divisione inglese durante un prestito allo Sheffield Utd.

## Statistiche

### Presenze e reti nei club
Statistiche aggiornate al 3 maggio 2025.
| Stagione        | Squadra         | Campionato      | Campionato | Campionato | Coppe nazionali | Coppe nazionali | Coppe nazionali | Coppe continentali | Coppe continentali | Coppe continentali | Altre coppe | Altre coppe | Altre coppe | Totale | Totale | Totale |
| Stagione        | Squadra         | Comp            | Pres       | Reti       | Comp            | Pres            | Reti            | Comp               | Pres               | Reti               | Comp        | Pres        | Reti        | Pres   | Reti   |        |
| --------------- | --------------- | --------------- | ---------- | ---------- | --------------- | --------------- | --------------- | ------------------ | ------------------ | ------------------ | ----------- | ----------- | ----------- | ------ | ------ | ------ |
| 2023-2024       | Chelsea         | PL              | 11         | 1          | FACup+CdL       | 4+2             | 0               |                    | -                  | -                  |             | -           | -           | 17     | 1      |        |
| 2024-2025       | Sheffield Utd   | FLC             | 30         | 0          | FACup+CdL       | 1+1             | 0+0             |                    | -                  | -                  |             | -           | -           | 32     | 0      |        |
| Totale carriera | Totale carriera | Totale carriera | 41         | 1          |                 | 8               | 0               |                    | -                  | -                  |             | -           | -           | 49     | 1      |        |